# 화장품 포장

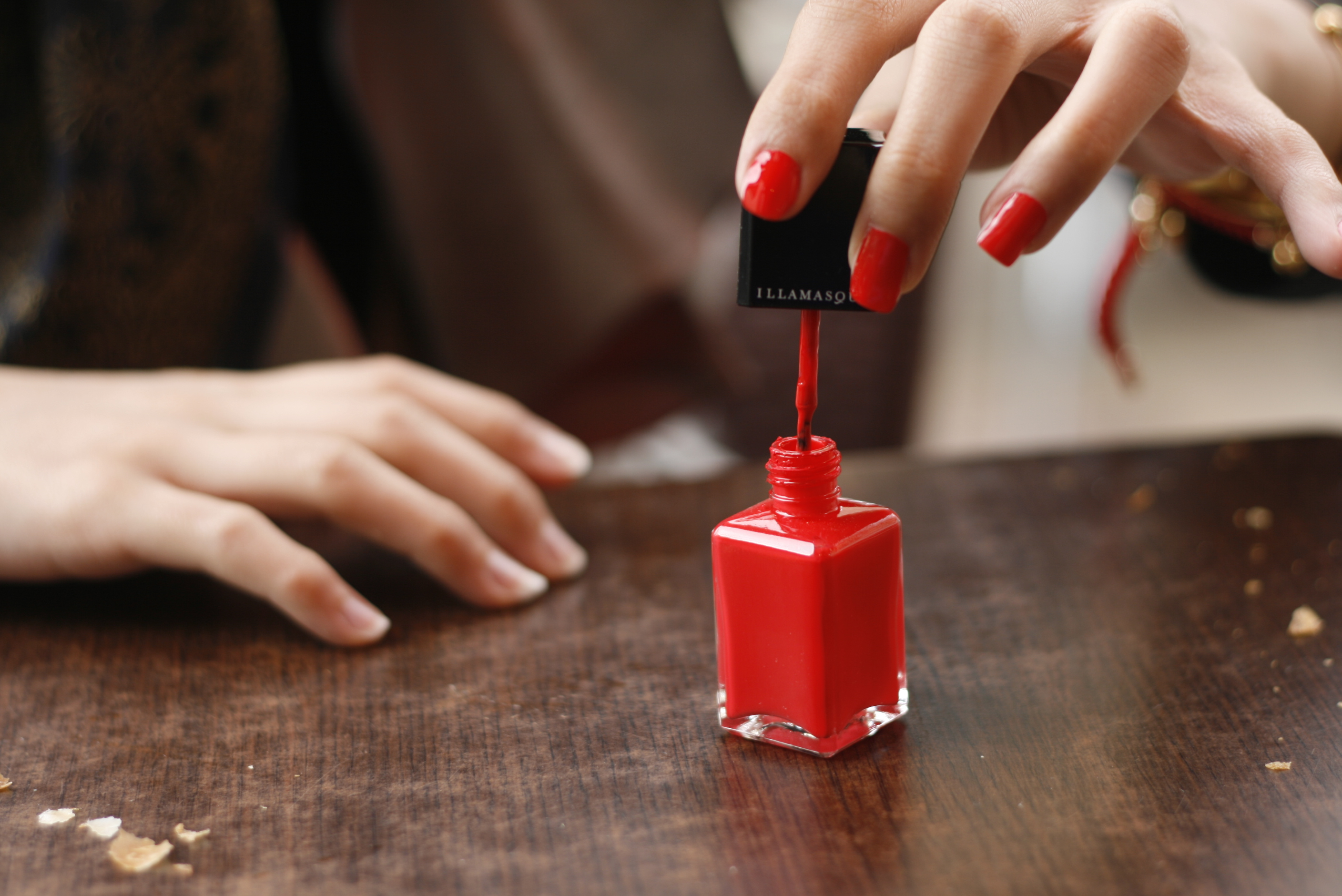
캡에 디스펜서가 내장된 유리병의 매니큐어

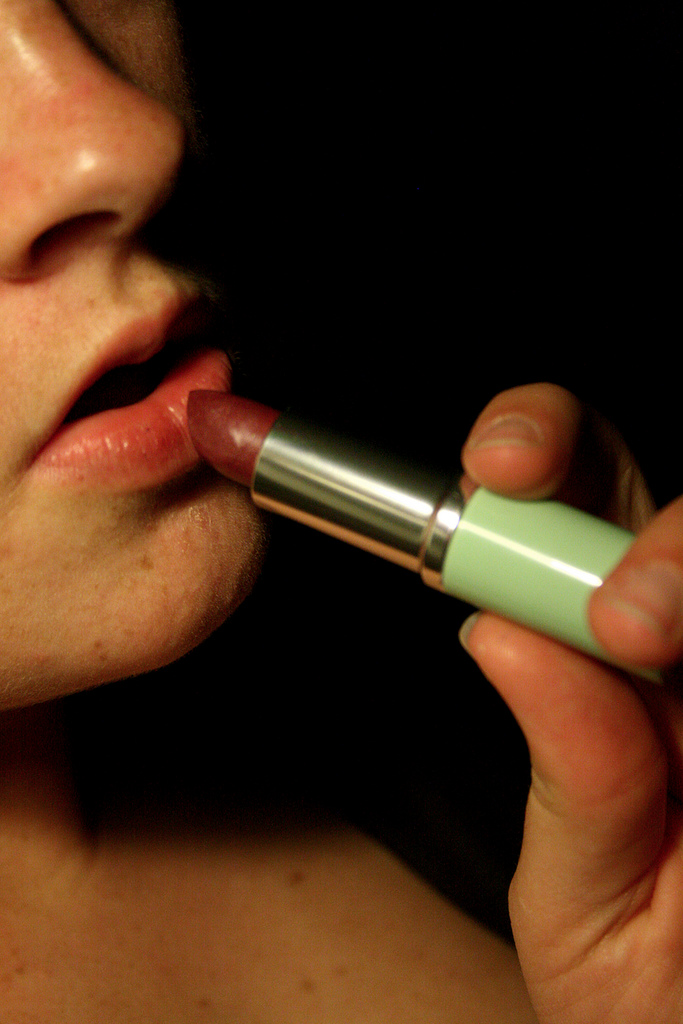
플라스틱 분산제 패키지에 들어 있는 립스틱

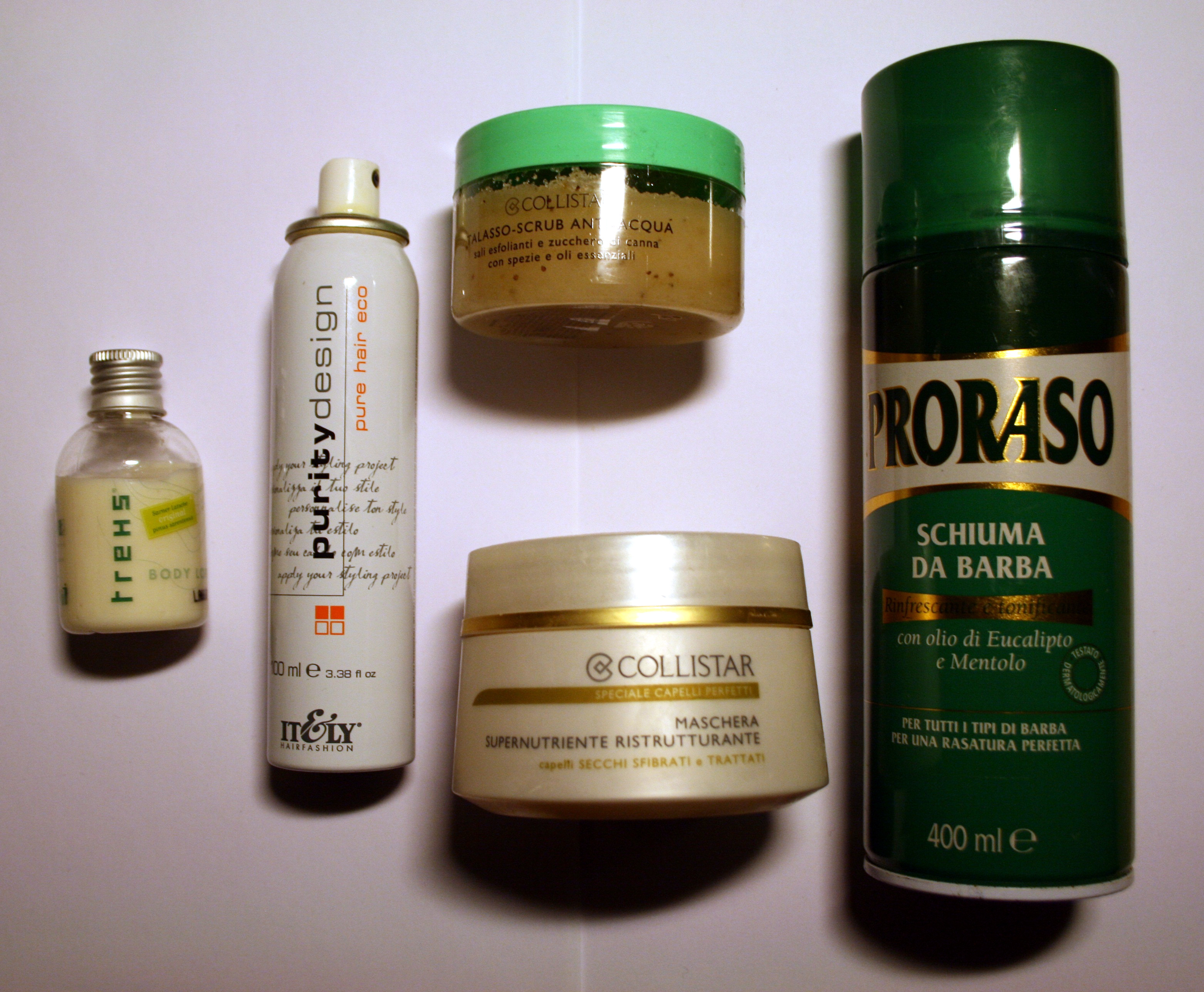
이탈리아의 예

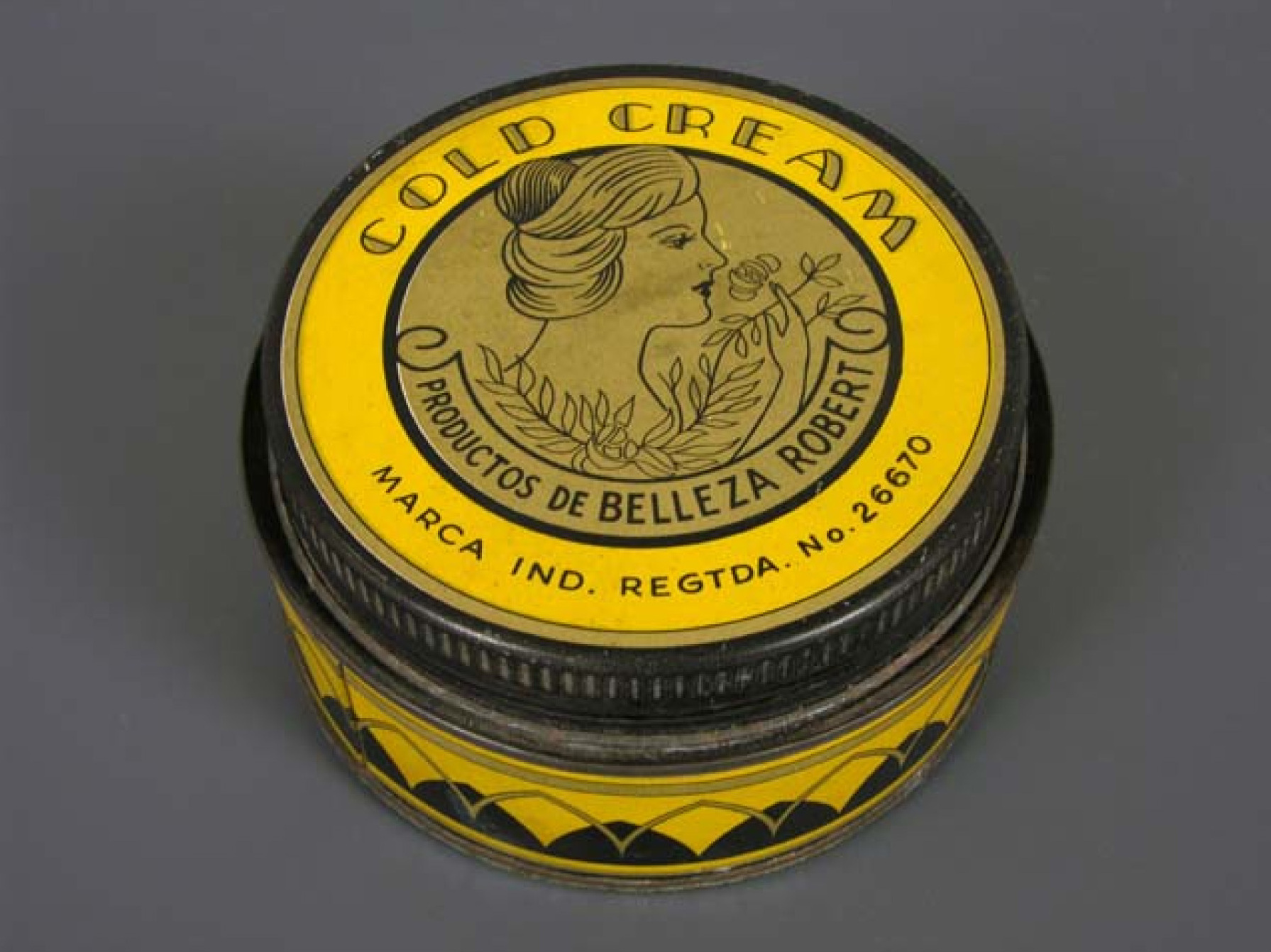
20세기 전반의 콜드 크림을 위한 항아리. "Objeto del Objeto" 박물관 소장품 중에서.

화장품 포장이라는 용어는 화장품 용기(1차 포장)과 향수 및 화장품의 2차포장에 사용된다. 화장품은 인체 구조 또는 기능을 변경하지 않고 인체의 클렌징, 미용 및 외모 향상을 위해 고안된 물질이다.
화장품 포장은 국제 표준화 기구에서 세운 국제적 기준에 따라 표준화 되고, EU 또는 FDA에서 승인 받은 국가 또는 지역 규정에 따라 규제된다. 화장품 마케팅 담당자와 제조업체는 관할 구역의 해당하는 지역에서 화장품을 판매 가능하게 하기 위해서 이러한 규정을 준수해야 한다.

## 설명
화장품 포장의 단어는 1차 및 2차 포장을 포함한다. 화장품 용기로도 불리는 1차 포장은 화장품을 담는 것이다. 이것은 화장품 제품과 직접적으로 접촉한다. 2차 포장은 1차 포장을 수용하는 하나 또는 여러 개의 화장품 용기의 외부 포장이다. 1차 포장과 2차 포장의 중요한 다른점은 제품의 안정성을 명확하게 하기 위하여 필요로 하는 모든 정보를 1차 포장재에 명시해야 한다는 점이다. 그렇지 않으면 필요한 정보의 대부분이 2차 포장에서만 명시될 수 있다. 화장품 용기는 유통업체의 상호, 성분들, 사용기한, 화장품의 명목 내용, 제품 식별정보(예: 제조 번호), 주의 사항 및 사용 지침이 포함되어야 한다. 또한 2차 포장에는 유통업체의 주소와 화장품의 기능성에 대한 설명을 포함한다. 2차 포장에는 제품 식별정보가가 필요하지 않다. 화장품이 하나의 용기로 포장이 끝나는 경우 이 용기에는 모든 정보가 담겨 있어야 한다.

## 화장품 포장의 목적
화장품 용기에 주의를 기울여야 하는 이유는 여러가지이다. 제품을 보호할 뿐 아니라 판매회사 그리고 궁극적으로 소비자에게 편의를 제공해야 한다.
화장품 용기의 주요 목적은 보관 또는 운송 중에 제품을 보호하는 것이다. 용기는 제품이 손상되지 않도록 보호하고 품질이 보존되도록 돕는 방법을 잘 고려 해야 한다. 미용 제품의 마케팅 일환으로 매력적인 외형의 용기여야한다.

### 보호
용기의 주요 목적은 저장, 배송, 운반 시 품질이 저하되지 않도록 제품을 보관하는 것이다. 품질 저하 및 손상은 여러 원인으로 발생할 수 있다. 원인들은 생물학적, 화학적, 열적, 방사선으로 인한, 인간 상호 작용, 전기 또는 압력에 인한 손상으로 분류 할 수 있다.

### 브랜드 인식 창조
화장품 포장은 아름다움을 전달할 뿐 아니라 브랜드 인식과 동일시되어야 한다. 포장은 소비자가 처음으로 보게 되는 것이기 때문에, 제품에 관한 인식을 형성하는데 매우 영향력이 있다. 화장품에 대한 브랜드 인식을 구축하는 과정에서 감정과 결부시킨다. 이 제품은 생존에 필요한 제품이 아니기 때문에 외모를 가꾸고자 하는 욕구에 어필하여 시장에 출시된다. 포장이 이러한 감정을 자극해야 한다.

### 라벨 표기
라벨은 소비자에게 제품에 대해 알아야 하는 것들과 사용방법과 어디서 만들어졌는가까지 알려준다. 회사는 제품의 성분들과 기능이 불분명한 경우 목록을 나열해야 한다. 라벨은 제품을 시장에 판매한 책임을 지는 기업의 연락처 정보가 포함되어야 한다. 또한 제품 추적 정보도 제공해야 한다.

#### 정보 정확성
라벨 표시를 규제하는 가장 주요한 측면 중 하나는 정보가 정확하다는 것이다. 비록 FDA에는 시장에 나온 모든 화장품을 점검할 자원을 보유하고 있지는 않지만, 포장 및 라벨 표기와 관련된 다양한 위반사항에 대해서 벌금을 부과할 수 있다. 제조업체의 책임하에 제품이 대중적인 소비에 안전한지 확인해야 한다.

#### 오해의 소지가 있는 정보 방지
이름과 주소를 포함한 어떠한 정보도 오해의 소지가 없어야 한다. 단어는 해당 단어가 나타내는 것이 분명한 경우에만 축약될 수 있다. 모든 글자는 포장에 분명하게 인쇄 되어야 한다. 글자를 읽기 힘들 정도로 작은 포장은 읽을 수 있는 글자크기로 쓰여진 태그를 포함해야 한다.

#### 성분 목록
성분들은 용량의 1% 이상을 차지하는 성분을 우선으로 확실한 순서에 따라 나열 되어야 한다. 이러한 성분들은 용량을 기준으로 내림차순으로 나열해야 한다. 다음으로 제품의 1% 이하를 차지하는 성분들은 순서에 관계없이 나열될 수 있다. 색소는 순서에 관계없이 나열될 수 있다.

### 여러 겹의 포장
대부분의 경우 화장품은 여러 겹으로 포장된다. 소비자가 알아채기 힘든 경우, 제품 사용에 대한 설명과 잘못 사용될 경우 취해야 할 사항에 대한 경고가 포함된 외부 포장에 단품의 개수가 기재되어야 한다. 곰팡이 및 세균과 같은 환경적 요소로부터 제품을 보호하는 것이 중요하다.
포장은 제품의 기계적, 열적, 생물학적, 화학적 특성을 보호하기 충분 해야 한다. 또한 사람의 무단 변경 및 방사선 손상에 견딜 수 있을 만큼 강력해야 한다.

## 환경적 측면
화장품 용기로 사용되는 재료는 보호 및 지속가능한 문제들 모두에서 우려가 된다. 용기는 화장품을 환경적 측면으로부터 보호해야하며, 또한 친환경적인 방법으로 진행되어야 한다. 다시 말해, 더 많은 용기가 재활용될수록 환경과 비용 효율성이 향상된다. 용기 내구성에 영향을 미치는 요인에는 제품의 물질이 내부와 반응하는 것, 제품의 화학적 조성, 생물학적반응 등을 포함한다. 용기는 곰팡이 및 흰곰팡이 뿐 아니라 오염에도 견딜 수 있는 것이 필수적이다.
플라스틱 포장 재료는 특히 해양 환경에 미치는 오염으로 인해 논란이 되고 있다. 2014년 한 과학 연구에 따르면 세계 대양의 부유 플라스틱 양은 약 5조개, 누적 중량이 25만톤으로 추정된다.